# Mohamed Suleiman (giocatore di calcio a 5)
Mohamed Suleiman Ghaeb, noto semplicemente come Mohamed Suleiman (in arabo محمد سليمان غايب‎?; 27 settembre 1988), è un giocatore di calcio a 5 libico, campione africano con la nazionale libica nel 2008.

## Carriera
Mohamed Suleiman ha disputato, con la nazionale libica, due edizioni della Coppa del Mondo, la seconda delle quali a distanza di ben sedici anni dalla prima.

## Palmarès
- Coppa d'Africa: 1
Libia 2008